# كلية الزراعة (جامعة القاسم الخضراء)
كلية الزراعة جامعة القاسم الخضراء أو كما كانت تدعى سابقا كلية الزراعة جامعة بابل  هي إحدى الكليات العلمية في جامعة القاسم الخضراء. تتخصص بتدريس المواد العلمية والهندسية المرتبطة بالزراعة، وطرق زيادة الإنتاج الزراعي والقضاء على مشكلات الإنتاج. وتدرس أيضا علوم التربة والموارد المائية من النواحي الفيزيائية والكيميائية والاحيائية. تأسست الكلية عام 2004 وكانت تابعة في سنوات تأسيسها الأولى إلى جامعة بابل، لاحقا في العام 2012 انفكت من جامعة بابل وأصبحت تابعة إلى جامعة القاسم الخضراء حديثة التاسيس.

## تاريخ الكلية

### التأسيس عام 2004
تاسست الكلية بتاريخ 1 يونيو 2004. وكان فيها قسمين هما قسم الإنتاج الحيواني، وقسم علوم التربة والمياه. ولم تمتلك الكلية في ايامها الأولى بناية خاصة بها، لذلك اضطرت إلى شغل مبنى مركز الوثائق ودراسات الحلة حيث كانت تؤدى فيه المحاضرات النظرية. في حين كانت المحاضرات العملية تجري في مختبرات قسم علوم الحياة بكلية العلوم. وتم أداء بعض المحاضرات العملية في مختبرات قسم الكيمياء في نفس الكلية.

### عام 2005
شهد هذا العام انتقال الكلية بقسميها إلى أول بناية ثابتة لها. وتقع هذه البناية في حي الإسكان وسط مدينة الحلة. وقد منحت البناية لاحقا لكلية طب الأسنان اواخر عام 2007.

### عام 2006
توسعت اقسام الكلية ونشاطاتها في هذا العام بسبب افتتاح قسمين جديدين هما قسم المحاصيل الحقلية، وقسم البستنة والنخيل.

### عام 2007
شهدت الايام الأخيرة لهذا العام الانتقال الثاني لكلية الزراعة. إذ تم نقلها إلى بناية عمادة كلية العلوم للبنات. الواقعة في حي نادر بمدينة الحلة.

### عام 2008 وعام 2009
انتقلت الكلية في عام 2008 إلى بناية جديدة. تقع في حي الإسكان قرب كلية الفنون الجميلة. في نفس هذا الوقت بدات وحدة الشؤون الهندسة بجامعة بابل بتخطيط وتنفيذ مشروع بناء كلية زراعية متكاملة داخل حرم الجامعة المركزي. 
وفي عام 2009 شهدت الكلية حدثا كبيرا تمثل بنقل قسم المحاصيل الحقلية وقسم الإنتاج الحيواني للدوام في بناية عمادة الكلية الواقعة ضمن مشروع الكلية في الحرم المركزي للجامعة، في بقي قسم علوم التربة والمياه وقسم البستنة والنخيل في بناية الكلية الواقعة في حي الإسكان بمدينة الحلة.

### عام 2010
شهد هذا العام توحد اقسام الكلية مجددا. إذ تم في 10 ابريل 2010 نقل قسم علوم التربة والمياه. وقسم البستنة والنخيل إلى مباني كلية الزراعة الواقعة ضمن الحرم المركزي للجامعة بعد اكتمال إنشاء المباني. 
تم في هذا العام أيضا تغيير اسم قسم علوم التربة والمياه إلى اسم جديد. هو قسم علوم التربة والموارد المائية. في حين شهد العام التالي تعديل اسم قسم البستنة والنخيل إلى اسم قسم البستنة وهندسة الحدائق.

### 2012
في أواسط مايو 2012 قامت وزارة التعليم العالي والبحث العلمي بأنشاء جامعة جديدة في ناحية القاسم بمحافظة بابل. وقد سميت الجامعة الجديدة بجامعة القاسم الخضراء. وقد قامت الوزارة بنقل تبعية كلية الزراعة وكلية الطب البيطري من جامعة بابل إلى جامعة القاسم الخضراء. وبذلك تغير الاسم الرسمي للكلية في شهر أكتوبر 2012 لتصبح كلية الزراعة جامعة القاسم الخضراء

## منهاج الكلية

### رؤية الكلية
التميز في العلوم الزراعية خلال إعداد كوادر مؤهلة قادرة على العمل والنهوض بالواقع الزراعي من خلال دعم القطاعات الحكومية والأهلية بهذه الكوادر المؤهلة علميا والمدربة عمليا في مجال العلوم الزراعية.

### اهداف الكلية
تقديم كفاءات من أبناء المجتمع متخصصة في مجال العلوم الزراعية، تتميز بمهارات وتدريب على تغطية الاحتياجات الحكومية والقطاع الخاص، كما سيكون لخريجي هذه الكلية التميز في البحث التطبيقي لاستغلال الموارد المائية والتربة واستغلال الثروة الحيوانية وتنمية الزراعة بشكل عام، لتنمية الموارد الطبيعية وتامين الغذاء والمحافظة على البيئة وكذلك نشر المعرفة وخدمة المجتمع والابتكار والإبداع وتهيئة ملاك علمي متخصص في مختلف التخصصات الزراعية والذي يمكن من خلال هذه الملاكات تحسين واقع الثروة الحيوانية في العراق بهدف الوصول إلى تحقيق الاكتفاء الذاتي في البلد إضافة إلى القيام بالمهام التي توكل للخريجين فيما يتعلق بشؤون التربة والمياه والمساهمة في التخطيط والإشراف على تنفيذ مشاريع البحوث المتعلقة في مجالات إدارة التربة من حيث الاستصلاح وتحديد نوعيات المياه واستخداماتها والقيام بالدراسات الخاصة بتحديد طبيعة الأراضي واستخداماتها المختلفة لتحديد نوعية المحاصيل الحقلية والبستانية بمساهمة أقسام المحاصيل الحقلية والبستنة والنخيل.

### رسالة الكلية
تهدف الكلية من خلال أقسامها العلمية ومراكزها البحثية إلى تحقيق الأتي من خلال خطتها العلمية والتي يمكن إيجازها بالنقاط الآتية:
1. فتح دراسات عليا لمنح شهادة الماجستير وشهادة الدكتوراه بمختلف التخصصات الزراعية
2. تنفيذ مجموعة من البحوث العلمية التي تساهم في تطوير واقع الإنتاج الزراعي ومعالجة المشاكل والمعوقات التي تعيق تقدم العملية الزراعية في البلد.
3.تطبيق مبدأ الجامعة في خدمة المجتمع وذلك من خلال اقامة الدورات والندوات العلمية التخصصية لمنتسبي الدوائر الزراعية في القطر والعاملين في الإنتاج الزراعي الخاص والقيام بالزيارات الميدانية للحقول الزراعية من منتسبين الكلية للاطلاع بشكل مباشر على تطبيق الاسس العلمية الحديثة في إدارة العملية الزراعية في تلك الحقول
4.المشاركة الفعالة لمنتسبين الكلية في المؤتمرات العلمية والندوات والدورات التي تعقد داخل القطر وخارجه بهدف رفع الكفاءة العلمية للتدريسيين ومواكبة التطور العلمي الحاصل في المجال الزراعي بقسميه الحيواني والنباتي.

5.تقديم المشورة العلمية للعاملين في العملية الزراعية وتقديم الحلول العلمية لجميع المعوقات والمشاكل التي تعترض تقدم وتطوير العملية الزراعية من خلال المكتب الاستشاري الزراعي

6.زيادة عدد الأقسام ألعلميه في الكلية وبما يتلاءم واحتياجات المنطقة وبما يقتضيه التطور العلمي المستقبلي

### الخطط المستقبلية للكلية
1. استحداث قسم لوقاية النبات.
2. استحداث قسم للصناعات الغذائية
3. مشروع إنتاج الفطر بشكل تجاري.
4. إنشاء محطة انواء جوية تابعة لقسم التربة والمياه.
5. مشروع إنتاج العليقة البديلة وإنتاج العلف الحبيبي المضغوط للاسماك.و إنشاء مركز للتلقيح الاصطناعي تابع لقسم الإنتاج الحيواني.
6. إنشاء البيوت الزجاجية، ومركز لزراعة الانسجة، ومشروع معمل تصنيع الدبال التابع لقسم البستنة والنخيل.
7. مشروع إنتاج البذور المحسنة وتوزيعها على الفلاحين، وبناء معمل لتفريط الذرة الصفراء في قسم المحاصيل الحقلية.[1]

## اقسام الكلية
للكلية أربعة اقسام
هي:
- قسم علوم التربة والموارد المائية
- قسم البستنة وهندسة الحدائق
- قسم الإنتاج الحيواني
- قسم المحاصيل الحقلية

## مواقع الكلية على شبكة الانترنيت
الموقع الرسمي للكلية